# Emmanuel Morin
Emmanuel Morin (13 de marzo de 1995) es un ciclista francés, miembro del equipo Van Rysel-Roubaix.

## Palmarés
2024
- Gran Premio Villa de Lillers

## Resultados en Grandes Vueltas
| Carrera | Carrera         | 2019 | 2020  | 2021 | 2022 | 2023 | 2024 |
| ------- | --------------- | ---- | ----- | ---- | ---- | ---- | ---- |
|         | Giro de Italia  | —    | —     | —    | —    | —    | —    |
|         | Tour de Francia | —    | —     | —    | —    | —    | —    |
|         | Vuelta a España | —    | 134.º | Ab.  | —    | —    | —    |

—: no participa

Ab.: abandono